# Abronius canescens
Abronius canescens là một loài côn trùng trong họ Ascalaphidae thuộc bộ Neuroptera. Loài này được Needham miêu tả năm 1909.